# كسلان هوفماني
كسلان هوفماني (الاسم العلمي: Choloepus hoffmanni) (بالإنجليزية: Hoffmann's two-toed )‏ هو نوع من الحيوانات يتبع جنس الكسلان ثنائي الأصابع من فصيلة عظيمات المخالب.